# غمس (مسيحية)
الغَمْس هي الطقس في الإفخارستية المتمثلة في غمس الخبز جزئيًا في النبيذ المقدس قبل أن يأكله المُتناول.